# Bixente Lizarazu
Bixente Lizarazu, francoski nogometaš baskovskega porekla; * 9. december 1969, Saint-Jean-de-Luz, Francija.
Lizarazu je člansko kariero začel v klubu Bordeaux, za katerega je med letoma 1988 in 1996 odigral 246 prvenstvenih tekem in dosegel 22 golov. Krajši čas je igral za kluba Athletic Bilbao in Olympique Marseille, za Bayern München pa je med letoma 1997 in 2004 ter 2005 in 2006 odigral 182 prvenstvenih tekem in dosegel 7 golov. Z Bordeauxom je osvojil naslov podprvaka v pokalu UEFA 1995/96, naslov prvaka v Pokalu Intertoto 1995 ter naslov prvaka v francoski drugi ligi v sezoni 1991/92. Z Bayernom pa Ligo prvakov in medcelinski pokal leta 2001, naslov podprvaka v Ligi prvakov leta 1999, naslov nemškega državnega prvaka v sezonah 1998/99, 1999/00, 2000/01, 2002/03 in 2005/06, nemški pokal v sezonah 1997/98, 1999/00, 2002/03, 2004/05 in 2005/06, ter nemški ligaški pokal v letih 1997, 1998, 1999 in 2000.
Za francosko reprezentanco je odigral 97 uradnih tekem, na katerih je dosegel dva gola. Nastopil je na svetovnih prvenstvih v letih 1998 in 2002 ter evropskih prvenstvih v letih 1996, 2000 in 2004. Z reprezentanco je osvojil naslova svetovnega prvaka leta 1998 in evropskega prvaka leta 2000.